# Джурхуус, Кристиан
Кристиан Джурхуус (фар. Kristian Djurhuus; 12 февраля 1895, Торсхавн, Фарерские острова — 20 ноября 1984, Твёройри, Сувурой, Фарерские острова) — фарерский государственный деятель, премьер-министр Фарерских островов (1950—1959 и 1968—1970).

## Биография
Родился в семье плотника.
- 1926—1930 гг. — председатель городского совета города Фодьба,
- 1930—1934 гг. — постоянный член городского совета,
- 1932—1962 и 1966—1970 гг. — член Лёгтинг от юнионистской Партии Союза,
- 1940 г. — председатель,
- 1940—1945 гг. — заместитель председателя Лёгтинга,
- 1948—1950 гг. — министр,
- 1959—1963 и 1967—1968 гг. — заместитель премьер-министра,
- 1950—1959 и 1968—1970 гг. — премьер-министр Фарерских островов.

Во время Второй мировой войны возглавлял фарерскую делегацию на переговорах с Великобританией, в 1940—1949 гг. являлся председателем страхового общества Фарерских островов, в 1938—1948 гг. — возглавлял Союз фермеров.
В 1955 г. в ходе забастовки медиков Клаксвуйка в собственном доме подвергся нападению злоумышленника, который выстрелил в него, однако политик не пострадал.